# Кейта (династия)
Династия Кейта управляла государством Мали (с XIII века империей Мали) с VIII по XVII век. Она считала своим предком мусульманина Билали, переселившегося в Мали в VIII веке. Ал-Бакри писал, что в XI веке царь Мали Барамендан принял ислам. 
Основателем империи Мали стал манса Мари Диата I, который не только сбросил владычество сосо, но и расширил границы государства от Атлантики до среднего Нигера. Правнук Мари Диаты I Абубакар II в 1312 году попытался совершить трансатлантическое плаванье и пропал. Его преемник Муса I, бывший внучатым племянником Мари Диаты I, значительно расширил границы империи Мали, совершил прославившее его паломничество в Мекку, а также создал рукотворное озеро. При внуке Мусы I — Мари Диате II — власть династии Кейта ослабла, а при Махмуде начался распад империи. Династия Кейта продолжала править в Западной Африке, но после 1670 года её политическая роль была ничтожна. В новейшее время из представителей этой династии прославился Модибо Кейта, один из бывших основателей Федерации Мали.

## Правители Мали

### Предки династии Кейта
- (ум. ок. 640) Билали Бунама (или Йон Бунама, Билали Кейта), возможно, тождественен Билалу ибн Рабаху — одному из сподвижников пророка Мухаммада[2][3][4][5][6][7][8][9]
- Лавало Кейта, старший из семи сыновей Билали Бунама[6][7], переселился из Мекки в Манден Куруфаба[2]
- Латаль Калаби, сын Лавало[2][6][7]
- Дамаль Калаби, сын Латаль Калаби[2][6][7]

### Цари (фаамы) Мандена (столица город Кангаба)
Слово — титул «фаама» на языке мандинго означает «царь». Оно широко использовалось в доимперской истории Мали. Термин получил распространение в районах, завоеванных Мали, а затем был использован в Империи Бамана и Самори Туре основателем Империи Вассулу, а также не мандинским населением королевства Кенедугу.
- Лахилатуль Калаби, сын Дамаль Калаби[6][7], основал небольшое поселение под названием «Священный город» (манд. Kangaba букв. «Кааба»), был первым черным князем, свершившим хадж в Мекку[2], ограблен в пустыне, вернулся через 7 лет
- Калаби Бомба (Калаби Старший), старший сын Лахилатуля Калаби[2]
- Калаби Дауман (Калаби Младший), младший сын Лахилатуля Калаби[2]
- (ок. 1050) Мамади Кани (Барамендана (?)), сын Калаби Даумана, царь-охотник, изобретатель охотничьего свистка, ему приписывается способность общаться с джиннами буша, любимец двух богов охоты Кондолона и Сане (манд. Kondolon Ni Sané)[2][11]
- Кани Симбон, сын Мамади Кани[2][11]
- Канинього Симбон (Кониниого Симбон), сын Мамади Кани[2][11]
- Калаби Симбон (Симбомба), сын Мамади Кани[2][11]
- Симбон Бамарин Таниньогокелин (Бамаританьяки или Маританьягеле), сын Мамади Кани[2][11]
- (1175—?) М’Бали Нене (Дьиги Билали), сын Симбона Бамарина[2][11]
- Бело (Хамама (?)), сын Симбона Бамарина или М’Бали Нене[2][11]

### Цари (фаамы) Мандена (столица город Додугу)
- (? — 1200-е) Белоба Кон (Бело Бакон, Муса Алакой или Аллакой Кейта (?)), сын Бело,[2] основатель города Кангаба
- (1200-е — ок. 1218) Наре Маганн Конате[англ.] (Наре Фа Маган, Муса Кейта, Маган Кон Фата или Фатакунга Макан), сын Мусы Алакоя[2]
- (ок. 1218 — ок. 1230) Данкаран Туман[англ.], сын Фа Магана

ок. 1230—1235 захвачено Сумангуру Кваннте, правителем сосо.

### Мансы империи Мали (столица город Ниани)
Первым обладателем титула Манса (манд. Mansa — букв. «Царь царей») стал легендарный основатель малийской империи Сундиата Кейта. Тем не менее эти данные не являются абсолютными, и в академической науке преобладают различные точки зрения. Сроки правления, упомянутые в списке, восходят к исследованиям Мориса Делафосса. Они рассчитаны около ста лет назад и весьма условны. Расчёты Делафосса, основанные на информации, записанной тунисским историком Ибн Хальдуном, современными историками подвергаются критике и в значительной степени исправлены.
- (1235—1255) Мари Диата I[13] (Сундиата Кейта — букв. «Царь — лев»[14], Сундиата Конате (?), Сонголон Диата), сын Фа Магана[2], разгромил в 1235 году войско государства Сосо, присоединил территории в верховьях рек Нигер и Сенегал, основал новую столицу — город Ниани
- (1255—1270) Ули I Кейта (Уали Кейта, Уле), сын Мари Диаты I
- (1270—1274) Уати Кейта, сын Мари Диаты I
- (1274) Халифа Кейта, сын Мари Диаты I
- (1274—1285) Абубакар I (Манде Бори), сын дочери Мари Диаты I
- (1285—1300) Сакура (Сабкара), не из династии Кейта, вольноотпущенник
- (1300—1305) Ку Кейта (Гао), сын Ули или Мари Диаты I
- (1305—1310) Мухаммад I (Ниани Мамаду), сын Ку
- (1310—1312) Абубакар II, сын Ули или Мари Диаты I
- (1312—1337) Муса I (Канку Муса), правнук Фа Магана, первым принял титул «манса»
- (1337—1341) Маган I, сын Мусы I
- (1341—1360) Сулайман, сын Мусы I
- (1360) Камба Кейта (Каса), сын Сулаймана
- (1360—1374) Мари Диата II, сын Магана I
- (1374—1387) Муса II, сын Мари Диаты II
- (1387—1388) Маган II, сын Мари Диаты II
- (1388—1390) Сантики (Сантиги, Сантаки), муж вдовы Мари Диаты II, узурпатор
- (1390) Маган III (Махмуд I), внук или правнук Ку
- (1404 — ок. 1440) Муса III
- (1460—1480/1481) Ули II (Буле)
- (1480/1481—1496) Махмуд II (Мамаду I)
- (1496—1559) Махмуд III (Мамаду II)
- (1559 — ок. 1590) неизвестный манса или вакантно
- (ок. 1590 — ок. 1610) Махмуд IV (Мамаду III)

Империя рушится после смерти Махмуда IV

### Постимперские манса из Кангабы
- (ок. 1610 — ок. 1660) неизвестные манса
- (ок. 1660 — ок. 1670) Мама Маган (Маган (IV)), перенес столицу Ниани в Кангабу после неудачной атаки на Сегу, столицу Бамбары.